# Sant Miquel de Balansat
Sant Miquel de Balansat är en ort i Spanien.   Den ligger i regionen Balearerna, i den östra delen av landet, 500 km öster om huvudstaden Madrid. Sant Miquel de Balansat ligger 139 meter över havet och antalet invånare är 1 544. Den ligger på ön Ibiza.
Terrängen runt Sant Miquel de Balansat är kuperad åt nordväst, men åt sydost är den platt. Havet är nära Sant Miquel de Balansat åt nordväst. Runt Sant Miquel de Balansat är det ganska glesbefolkat, med 34 invånare per kvadratkilometer. Närmaste större samhälle är Ibiza, 16,1 km söder om Sant Miquel de Balansat. 